# Yu Bong-hyeong
Yu Bong-hyeong (hangul 유봉형, ur. 10 lipca 1970) – koreański florecista, brązowy medalista mistrzostw świata.
Podczas mistrzostw świata w La Chaux-de-Fonds w 1998 roku Koreańczycy w składzie: Kim Young-ho, Yu Bong-hyeong, Chung Kwang-suk i Kim Seung-pyo zdobyli brązowy medal w zawodach drużynowych. W rywalizacji indywidualnej zajął tam 13. miejsce.
Wystartował na igrzyskach olimpijskich w Barcelonie w 1992 roku, gdzie w turnieju drużynowym był ósmy, a indywidualnie zajął 26. miejsce.
Ponadto zdobył złoty medal drużynowo i brązowy indywidualnie na igrzyskach azjatyckich w Hiroszimie w 1994 roku oraz brązowe w obu konkurencjach na igrzyskach azjatyckich w Bangkoku w 1998 roku.